# Вернер, Рэй
Рэ́ймонд «Рэй» Ве́рнер (англ. Raymond «Ray» Werner; 1935 — 17 мая 1998, Форт-Саскачеван, Альберта) — канадский кёрлингист.

## Биография
В составе мужской сборной Канады чемпион мира 1961 года. Чемпион Канады среди мужчин.
В 1961 году Эктор Жерве сформировал свою собственную команду в клубе Alberta Avenue Curling Club (Эдмонтон), кроме Жерве участниками команды были Рон Энтон, Рэй Вернер и Уолли Урсуляк. Эта команда победила в чемпионате провинции Альберта, а также выиграла чемпионат Канады 1961. Сезон команда заканчивала с Виком Реймером вместо Рона Энтона, выиграв чемпионат мира 1961 года.
Команда Жерве вновь участвовала в чемпионате Канады 1962 года, но проиграла в плей-офф команде Саскачевана Эрни Ричардсона.
Играл на позиции второго и третьего.
Скончался в мае 1998.

## Достижения
- Чемпионат мира по кёрлингу среди мужчин: золото (1961).
- Чемпионат Канады по кёрлингу среди мужчин: золото (1961), серебро (1962).

## Команды
| Сезон   | Четвёртый   | Третий     | Второй     | Первый        | Турниры |
| ------- | ----------- | ---------- | ---------- | ------------- | ------- |
| 1960—61 | Эктор Жерве | Рон Энтон  | Рэй Вернер | Уолли Урсуляк | ЧК 1961 |
| 1960—61 | Эктор Жерве | Рэй Вернер | Вик Реймер | Уолли Урсуляк | ЧМ 1961 |
| 1961—62 | Эктор Жерве | Рон Энтон  | Рэй Вернер | Уолли Урсуляк | ЧК 1962 |

(скипы выделены полужирным шрифтом)